# Körperanthropologie
Körperanthropologie im weiteren Sinne ist das Studium der menschlichen Körperlichkeit aus humanwissenschaftlicher Sicht. Sie hat ihre historischen Wurzeln in der Kulturanthropologie und der Soziologie des Körpers.

## Experimentelle Körperanthropologie
Die experimentelle Körperanthropologie wurde seit 1985 im Rahmen des französisch-dänisch-deutschen Institut International d'Anthropologie Corporelle (IIAC) entwickelt. Die Initiative dazu kam von französischen Erziehungswissenschaftlern und richtete sich auf unterschiedliche Forschungsfelder, die als akademische Disziplinen ansonsten voneinander getrennt sind: Geschichtswissenschaft, Kultursoziologie, Ethnologie, Kulturanthropologie, Sozialpsychologie, Sportwissenschaft, Tanzwissenschaft und Pädagogik.
Körperanthropologie wurde dabei als eine kritische Theorie verstanden, die auf die technologischen Funktionalisierungen des Körpers und die Reduktion des Körperwissens durch eng szientistische Testwissenschaften reagiere.
In der experimentellen Körperanthropologie verbanden sich Impulse aus der französischen Situationistischen Internationale und der Soziologie Pierre Bourdieus mit solchen der deutschen Kritischen Theorie (Frankfurter Schule) und der dänischen Körperkulturstudien (Body Culture Studies).

## Publikationen
- Barreau, Jean-Jacques & Guy Jaouen 1991 (eds.): Éclipse et renaissance des jeux populaires. Des traditions aux régions de l’Europe de demain. Rennes: Institut Culturel de Bretagne, 2. Aufl. Karaez: FALSAB 1998.
- Barreau, Jean-Jacques & Guy Jaouen 2001 (eds.): Les jeux traditionnels en Europe. Éducation, culture et société au 21e siècle./Los juegos tradicionales en Europa. Educación, cultura y sociedad en el siglo 21. Plonéour Ronarc’h: FALSAB.
- Dietrich, Knut & Henning Eichberg 1993 (Hrsg.): Körpersprache – Über Identität und Konflikt. Frankfurt/Main: Afra.
- Dietrich, Knut 2000 (Hrsg.): Inszenierungsformen des Jugendsports in den Metropolen Europas. Hamburg: Fachbereich Sportwissenschaft der Universität Hamburg.
- Dietrich, Knut 2001 (ed.): How Societies Create Movement Culture and Sport. Copenhagen: Institute of Exercise and Sport Sciences, University of Copenhagen.
- Dietrich, Knut 2002 (ed.): Socialisation and the Social Change in Movement Culture and Sport. Copenhagen: Institute of Exercise and Sport Sciences, University of Copenhagen.
- Dietrich, Knut, Horst Ehni, Henning Eichberg & Søren Nagbøl 2013: Erkunden und Spielen – lehren, fördern, lassen. Kindliches Bewegen pädagogisch verstehen. Hohengehren: Schneider.
- Eichberg, Henning & Jørn Hansen 1989 (Hrsg.): Körperkulturen und Identität. Versuche einer alternativen Aufmerksamkeit. Münster: Lit.
- Eichberg, Henning & Jørn Hansen 1996 (Hrsg.): Bewegungsräume. Körperanthropologische Beiträge. Butzbach-Griedel: Afra.
- Guibert, Joël & Guy Jaouen 2005 (eds.): Jeux traditionnels. Quels loisirs sportifs pour la société de demain? Vannes: Institut Culturel de Bretagne.
- Nagbøl, Søren 1994: "Helgoland on Amager." In: International Review for the Sociology of Sport, 29, 1: 85–98.
- Nagbøl, Søren & John Bale 1994: A View of English Football: Sport and Sense of Place. Jyväskylä: University of Jyväskylä.
- Risse, Heinz 1991: Sociologie du sport. Ed. Jean-Jacques Barreau & Henning Eichberg (= Collection Cultures Corporelles. 2) Rennes: Presses de l'Université Rennes II.